# Janko Bezjak
Janko Bezjak, slovenski pedagog, pisec šolskih učbenikov in publicist, * 15. april 1862, Gorca, † 29. november 1935, Maribor.

## Življenjepis
Bezjak je v Gradcu diplomiral iz klasične filologije in prav tam leta 1897 tudi doktoriral. Nato je med drugim kot profesor služboval na učiteljišču v Mariboru, na 2. državni gimnaziji v Ljubljani in bil ravnatelj na gimnaziji v Gorici, po letu 1914 pa nadzornik srednjih šol v Ljubljani ter od leta 1918 do 1924 referent na Prosvetnem oddelku Pokojninske uprave v Ljubljani in višji šolski nadzornik. Bil je med ustanovitelji Slovenske šolske matice.

## Strokovna literatura
Bezjak je sam ali v sodelovanju z drugimi spisal več jezikovnih vadnic za osnovnošolski pouk slovenščine in nemščine ter sestavil slovenska berila za srednje šole. V pedagoških glasilih je objavil razprave iz didaktike in metodike pouka ter spisal življenjepise nekaterih pedagogov. Kot strokovnjak za jezikovni pouk je spisal prvo temeljito metodiko pouka slovenskega jezika. V Občni zgodovini vzgoje in pouka, namenjeni učiteljiščnikom, je opisal delovanje vzgojno-izobraževalnih ustanov in nazore posameznih vidnejših pedagogov od predkrščanske dobe do sodobnosti ter jih vrednotil z vidika krščanske etike, ne da bi pri tem ugotavljal njihov družbeni izvor in družbeno vlogo. V učbeniku za učiteljišča Vzgojeslovje s temelnjimi nauki o dušeslovju pa prikazuje pedagogiko po tradicionalni shemi: vzgojne smotre ji kaže krščanska etika, sredstva in pota do njih pa psihologija. Iz ugotovljenih psihičnih danosti in moralnih norm so izpeljana navodila za vzgojiteljevo ravnanje. Oba pedagoška učbenika ne zaostajata za takratno razvojno stopnjo meščanske pedagogike.